# Liste der Naturdenkmale in Villingendorf
| Naturdenkmale | Anzahl |
| ------------- | ------ |
| FND           | 0      |
| END           | 7      |
| Gesamt        | 7      |

Die Liste der Naturdenkmale in Villingendorf nennt die verordneten Naturdenkmale (ND) der im baden-württembergischen Landkreis Rottweil liegenden Gemeinde Villingendorf. In Villingendorf gibt es insgesamt sieben als Naturdenkmal geschützte Objekte, keines ist ein flächenhaftes Naturdenkmal (FND), alle sind Einzelgebilde-Naturdenkmale (END).
Stand: 1. November 2016.

## Einzelgebilde (END)
| Name                         | Bild | Kennung     | Einzelheiten                                              | Position | Fläche Hektar | Datum         |
| ---------------------------- | ---- | ----------- | --------------------------------------------------------- | -------- | ------------- | ------------- |
| 1 Roßkastanie                | BW   | 83250600087 | Villingendorf                                             | ⊙        | 0,0           | 1. Juli 1994  |
| 1 Sommerlinde                | BW   | 83250600001 | Villingendorf Nicht mehr in der LUBW-Datenbank vorhanden. | ⊙        | 0,0           | 29. Juli 1982 |
| 1 Sommerlinde                | BW   | 83250600084 | Villingendorf                                             | ⊙        | 0,0           | 1. Juli 1994  |
| 1 Sommerlinde                | BW   | 83250600088 | Villingendorf                                             | ⊙        | 0,0           | 1. Juli 1994  |
| 1 Winterlinde beim Feldkreuz | BW   | 83250600085 | Villingendorf Nicht mehr in der LUBW-Datenbank vorhanden. | ⊙        | 0,0           | 1. Juli 1994  |
| 2 Kastanien beim Feldkreuz   | BW   | 83250600086 | Villingendorf                                             | ⊙        | 0,0           | 1. Juli 1994  |
| 2 Linden vor der Kirche      | BW   | 83250600089 | Villingendorf                                             | ⊙        | 0,0           | 1. Juli 1994  |
| Legende für Naturdenkmal     |      |             |                                                           |          |               |               |